# Okręg wyborczy nr 34 do Sejmu Polskiej Rzeczypospolitej Ludowej (1989–1991)
Okręg wyborczy nr 34 do Sejmu Polskiej Rzeczypospolitej Ludowej (1989–1991) obejmował Jaworzno oraz gminy Babice, Chrzanów, Libiąż, Olkusz i Trzebinia (województwo katowickie). W ówczesnym kształcie został utworzony w 1989. Wybieranych było w nim 4 posłów w systemie większościowym.
Siedzibą okręgowej komisji wyborczej było Jaworzno.

## Wybory parlamentarne 1989

### Mandat nr 128 –Polska Zjednoczona Partia Robotnicza
| Kandydat | I tura | I tura | II tura | II tura |
| Kandydat | Głosów | %      | Głosów  | %       |
| --- | ------ | ------ | ------- | ------- |
| Michał Zbylut                                                                                                  | 20 466 | 18,98  | 16 775  | 40,04   |
| Jan Odrzywołek                                                                                                 | 18 773 | 17,41  | 16 456  | 39,27   |
| Jan Witt | 17 190 | 15,95  | —       | —       |
| Liczba głosów ważnych: 107 809 (I tura) • 41 900 (II tura) Źródło: Państwowa Komisja Wyborcza I tura i II tura |        |        |         |         |

### Mandat nr 129 – bezpartyjny
| Kandydat                                                          | Głosów | %     |
| ----------------------------------------------------------------- | ------ | ----- |
| Zbigniew Drela                                                    | 79 003 | 74,23 |
| Andrzej Szpak                                                     | 13 004 | 12,22 |
| Józef Bigaj                                                       | 5457   | 5,13  |
| Wiesław Cieśla                                                    | 4303   | 4,04  |
| Liczba głosów ważnych: 106 427 Źródło: Państwowa Komisja Wyborcza |        |       |

### Mandat nr 130 –Polska Zjednoczona Partia Robotnicza
| Kandydat | I tura | I tura | II tura | II tura |
| Kandydat | Głosów | %      | Głosów  | %       |
| --- | ------ | ------ | ------- | ------- |
| Ryszard Kosowski                                                                                               | 26 522 | 24,81  | 21 745  | 51,89   |
| Krzysztof Bielecki                                                                                             | 17 635 | 16,50  | 13 250  | 31,62   |
| Bronisław Piwczyk                                                                                              | 14 027 | 13,12  | —       | —       |
| Liczba głosów ważnych: 106 898 (I tura) • 41 908 (II tura) Źródło: Państwowa Komisja Wyborcza I tura i II tura |        |        |         |         |

### Mandat nr 437 –Polski Związek Katolicko-Społeczny
| Kandydat                                                         | Głosów | %     |
| ---------------------------------------------------------------- | ------ | ----- |
| Józef Starczynowski                                              | 25 341 | 58,49 |
| Liczba głosów ważnych: 43 325 Źródło: Państwowa Komisja Wyborcza |        |       |